# Donald Healey

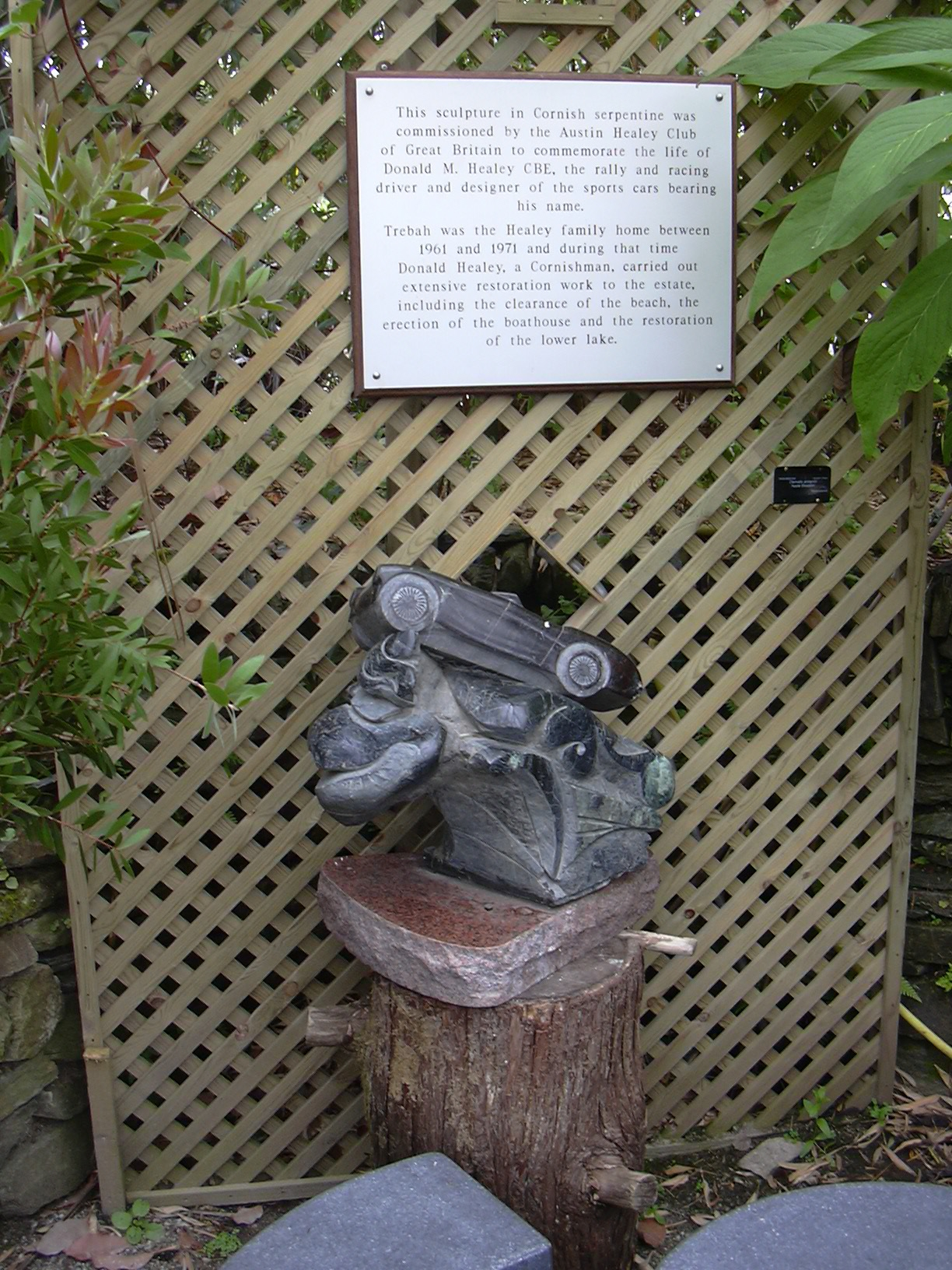
Donald Healey Memorial in Trebah Gardens

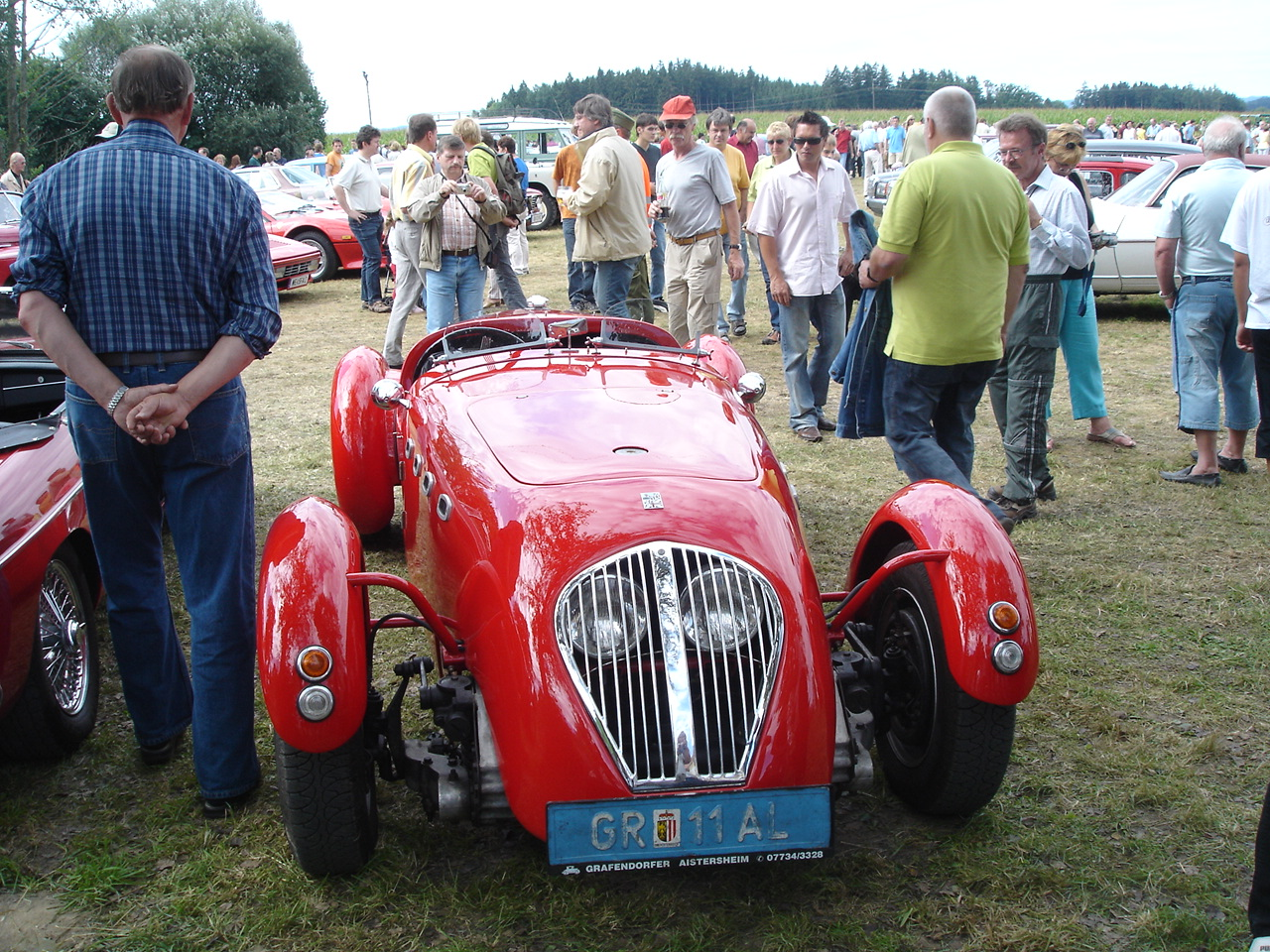
Healey Silverstone

Donald Mitchell Healey (* 3. Juli 1898; † 13. Januar 1988) war ein englischer Rallyefahrer und Automobilingenieur.

## Karriere
Healey interessierte sich früh für technische Dinge, insbesondere Flugzeuge. Nachdem er die Schule verlassen hatte, kam er zur Sopwith Aviation Company, einem britischen Flugzeughersteller, von wo aus er sich für das Royal Flying Corps (RFC) bewarb. Während des Ersten Weltkriegs diente er in Anti-Zeppelin-Einheiten und war Flugtrainer.
Bei einem der ersten Einsätze wurde Donald Healey von der britischen Flugabwehr getroffen und verließ das RFC mit 18 Jahren. Er kehrte in seine Heimat Cornwall zurück, machte ein Fernstudium zum Automobilingenieur und eröffnete eine Werkstatt in seiner Geburtsstadt Perranporth.
1931 gewann Donald Healey die Rallye Monte Carlo auf einem Invicta. Zuvor hatte er bereits 1929 an der Rallye teilgenommen. In den Jahren 1932, 1934 und 1936 belegte er Plätze unter den ersten acht.
Außerdem erlangte er einen guten Ruf als Ingenieur und Gestalter und wurde 1931 zum Direktor der Triumph Motor Company ernannt. Dort entwickelte er die Southern-Cross- und Dolomite-8-Modelle.
Während des Zweiten Weltkriegs war Donald Healey maßgeblich an der Entwicklung eines Flugzeugvergasers für das Versorgungsministerium beteiligt und arbeitete bei dem Automobilhersteller Humber an Panzerwagen.
1945 gründete er die Donald Healey Motor Company Ltd, die ihren Sitz in einem ehemaligen Hangar der Royal Air Force in Warwick hatte. Die Gesellschaft entwickelte zwischen 1952 und 1959 Austin-Healey- und Austin-Healey-Sprite-Fahrzeuge in einem Lizenzvertrag mit der British Motor Corporation (BMC). Als die BMC 1966 von British Leyland übernommen wurde, wechselte er zu Jensen Motors und entwickelte in einem Joint Venture den Jensen-Healey.
Donald Healey starb am 13. Januar 1988 im Alter von 89 Jahren.

## Auszeichnungen
- 1962 Médaille de l’Éducation Physique et des Sports (1ère Cl.)
- 1973 Commander of the Order of the British Empire (CBE)
- 1996 International Motorsports Hall of Fame
- 2004 Automotive Hall of Fame[1]

## Ausstellungen
Das weltweit einzige Healey-Museum befindet sich in Vreeland bei Amsterdam. Dort sind u. a. Fahrzeuge von Healey, Nash-Healey, Austin-Healey und Jensen-Healey ausgestellt.

## Statistik

### Einzelergebnisse in der Sportwagen-Weltmeisterschaft
| Saison | Team          | Rennwagen         | 1   | 2   | 3   | 4   | 5   | 6   |
| ------ | ------------- | ----------------- | --- | --- | --- | --- | --- | --- |
| 1954   | Donald Healey | Austin-Healey 100 | BUA | SEB | MIM | LEM | RTT | CAP |
| 1954   | Donald Healey | Austin-Healey 100 |     |     | DNF |     |     |     |
| 1955   |               | Austin-Healey 100 | BUA | SEB | MIM | LEM | RTT | TAR |
| 1955   |               | Austin-Healey 100 | DNF |     |     |     |     |     |